# セルゲイ・ヤンユシュキン
セルゲイ・ヤンユシュキン（Sergey Yanyushkin、1986年11月16日 - ）は、ロコモティブ・ペンザに所属するラグビーユニオン選手。

## プロフィール
- ロシア・ペンザ出身[1]。
- ポジションはスタンドオフ(SO)。
- 身長 185cm、体重 108kg
- ロシア代表キャップは17（2021年9月現在）でラグビーワールドカップ2019のロシア代表に選ばれた[2]。

## 略歴
2019年、ロコモティブ・ペンザに加入。